# Jaan Tõnisson
Jaan Tõnisson (Tänassilma bij Viljandi, 22 december 1868–Tallinn?, 1941?) was een Estische staatsman. Hij was tweemaal minister-president (in de jaren 1919-1920), tweemaal riigivanem of staatsoudste (een functie die vergelijkbaar was met president, 1927-1928 en 1933) en in de jaren 1931-1932 minister van Buitenlandse Zaken. Ook was hij vele jaren parlementslid.

## Jeugd
Tõnisson werd geboren in de buurt van Viljandi, dat in die tijd deel uitmaakte van het Russische goebernija Lijfland. In dit deel van Lijfland werd Estisch gesproken. Al in zijn jonge jaren raakte Tõnisson onder invloed van de nationalistische beweging in het latere Estland, die opkwam rond 1850.
Tõnisson ging naar de plaatselijke school en later naar de middelbare school in Viljandi. Daarna studeerde hij rechten aan de Universiteit van Tartu, waar hij lid werd van de Estische studentenvereniging, een groep die een belangrijke rol speelde bij de ontwikkeling van een nationaal bewustzijn onder de Esten. Tõnisson werd voorzitter van de vereniging en raakte bevriend met Villem Reimann, toen de leider van de nationalistische beweging in Estland.

## Hoofdredacteur
In 1893 werd Tõnisson hoofdredacteur van Postimees (De Koerier), een Estischtalige krant die in Tartu verscheen en op 1 januari 1857 was opgericht door Johann Voldemar Jannsen. De krant nam (voor zover de Russische censuur dat toestond) stelling tegen de russificatiepolitiek die kenmerkend was voor de jaren 1880-1910. In 1896 kocht Tõnisson samen met een paar geestverwanten Postimees op. De krant pleitte voor een niet-agressief nationalisme, een nationalisme dat het eigen volk sterker moest maken in plaats van andere volken te onderwerpen.
Tõnisson zette zich ook in voor de ontwikkeling van de Estische economie. Hij speelde een stimulerende rol bij het opzetten van coöperatieve boerderijen en nam het initiatief voor een Estische leenbank annex spaarbank.
In 1901 kreeg  Postimees concurrentie van een tweede krant in het Estisch, Teataja, die in Tallinn verscheen en onder leiding stond van de latere staatsman Konstantin Päts. Het markeerde het begin van een levenslange rivaliteit tussen Tõnisson en Päts.

## Politicus
Tõnisson keerde zich tegen de deelname van Esten aan de Revolutie van 1905 en kwam zo in conflict met radicalere Estische nationalisten. In het Oktobermanifest, waarmee tsaar Nicolaas II probeerde de onvrede in minder gevaarlijke banen te leiden, zag Tõnisson een goede kans om de Estische zaak te bevorderen. Hij richtte samen met Villem Reimann de eerste  Estische politieke partij op, de  Estische Progressieve Volkspartij (Eesti Rahvuslik Eduerakond of Eesti Rahvameelne Eduerakond). De partij pleitte voor een constitutionele monarchie, waarin Esten dezelfde rechten zouden hebben als Russen en Baltische Duitsers.
In 1906 was Tõnisson een van de vier Estische politici die werden verkozen in de eerste Doema, het nieuwe Russische parlement. Daar keerde hij zich tegen de pogingen van de tsaar om de net verworven rechten van het nieuwe parlement meteen weer terug te draaien. Met 177 andere parlementsleden tekende hij op 23 juni 1906 de ‘Oproep van Vyborg’, een protest tegen de ontbinding van de Doema. In december 1907 moest hij daarom voor de rechter verschijnen en werd hij veroordeeld tot drie maanden gevangenisstraf, die hij uitzat in Tartu. Hij liet zich daardoor niet ontmoedigen. In de volgende jaren zette hij zich in voor Estischtalig onderwijs. Tijdens de Eerste Wereldoorlog richtte hij een comité op dat zich inzette voor hulp aan mensen die door de oorlog ontheemd waren geraakt.

## Naar de onafhankelijkheid
Na de Februarirevolutie van 1917 traden de Esten, onder wie Tõnisson, in overleg met de Voorlopige Regering in Petrograd. Die bleek niet onwelwillend te staan tegenover een zekere vorm van autonomie voor Estland. In de debatten over de vraag of het deel van het goebernija Lijfland waar Esten woonden moest worden samengevoegd met het gouvernement Estland, was Tõnisson tegen en Konstantin Päts voor. Het resultaat was een verenigd autonoom gouvernement Estland, dat bestond tussen 12 april 1917 en februari 1918, toen Duitse troepen Estland onder de voet liepen. Tõnisson nam zitting in de commissie die een grondwet ging opstellen en werd gekozen in het voorlopige parlement (Maapäev geheten) van het nieuwe gouvernement. Zijn partij, die herdoopt was in Estische Democratische Partij (Eesti Demokraatlik Erakond), haalde 7 van de 55 zetels.
In het najaar van 1917 begon Tõnisson als een van de eerste Estische politici te pleiten voor een volledig onafhankelijk Estland. Op 5 november 1917, twee dagen voor de Oktoberrevolutie in Rusland, probeerden de bolsjewieken onder Jaan Anvelt in Tallinn een coup te plegen. De Maapäev liet zich echter niet zo gemakkelijk opzij schuiven en er ontstond een chaotische situatie, waaraan pas een eind kwam toen Estland in februari 1918 door Duitse troepen werd bezet. Tõnisson werd op 4 december 1917 door bolsjewieken gearresteerd en het land uit gezet. In Stockholm en Kopenhagen zette hij zich in voor erkenning van Estland als onafhankelijke staat. Intussen werd op 24 februari 1918 in Tallinn inderdaad de onafhankelijkheid van Estland uitgeroepen, één dag voordat de Duitsers Tallinn binnentrokken. De Duitse bezetters negeerden de onafhankelijkheidsverklaring.
Toen de Duitsers zich uit Estland hadden teruggetrokken, keerde Tõnisson op  16 november 1918 naar Estland terug.

## In de tijd van de onafhankelijkheid
In de voorlopige Estische regering, geleid door Konstantin Päts, bekleedde Tõnisson eerst de post van minister zonder portefeuille. Daarna werd hij als gevolmachtigd minister van Buitenlandse Zaken eropuit gestuurd om in Finland wapens en kredieten los te krijgen voor de jonge staat. Die wapens waren hard nodig, want eind november 1918 viel het Rode Leger Estland al binnen. De Estische Onafhankelijkheidsoorlog was begonnen. Tõnisson maakte ook deel uit van de Estische delegatie op de Vredesconferentie van Parijs.
Tussen 5 en 7 april 1919 werden verkiezingen gehouden voor de Constituerende Assemblee, de voorloper van de Riigikogu, het Estische parlement. De Esten hadden inmiddels de onafhankelijkheidsoorlog gewonnen; er waren alleen nog wat kleine schermutselingen aan de grenzen. Tõnissons partij heette nu Estische Volkspartij (Eesti Rahvaerakond). Ze haalde 25 van de 120 zetels. De Estische Volkspartij ging een coalitie aan met twee linkse partijen.
De Constituerende Assemblee, en later de Riigikogu, bestond uit een groot aantal partijen die het vaak maar moeilijk eens konden worden. Op het moment van de staatsgreep van Päts op 12 maart 1934 had Estland al 22 regeringen gehad. Op 18 november 1919 werd Tõnisson minister-president. De volgende dag al begon het kabinet vredesonderhandelingen met Sovjet-Rusland, die op 2 februari 1920 werden afgesloten met de Vrede van Tartu.
Van 28 t/m 30 juli 1920 was het kabinet-Tõnisson even weg wegens conflicten tussen de coalitiepartners, maar op 30 juli werd Tõnisson opnieuw tot minister-president benoemd. Hij bleef dat tot 26 oktober 1920.
De Estische Volkspartij werd de volgende jaren bij de verkiezingen steeds kleiner. Tõnisson zelf bleef echter populair en zijn partij maakte deel uit van negen van de twaalf kabinetten tussen 1920 en 1932. Tussen 7 juni 1923 en 27 mei 1925 was Tõnisson voorzitter van de Riigikogu. Op 9 december 1927 mocht hij als riigivanem of staatsoudste een kabinet leiden. Die functie was min of meer een combinatie van de functies van president en minister-president. Het kabinet hield het uit tot 4 december 1928. Op 12 februari 1931 werd Tõnisson minister van Buitenlandse Zaken onder leiding van Konstantin Päts als staatsoudste. Hij bleef zitten toen Päts viel op 19 februari 1932. Het nieuwe kabinet stond onder leiding van Jaan Teemant en hield het uit tot 19 juli 1932.
Inmiddels was de Estische Volkspartij van Tõnisson gefuseerd met de Christelijke Volkspartij en de Estische Partij van de Arbeid tot de Nationale Centrumpartij. Bij de verkiezingen van 1932 haalde die partij 23 van de 101 zetels in de Riigikogu. Daarmee was ze de een na grootste partij. Tõnisson was tussen 19 juli 1932 en 18 mei 1933 opnieuw parlementsvoorzitter.
Op 18 mei 1933 werd Tõnisson opnieuw staatsoudste. Zijn kabinet moest de economische crisis na de Grote Depressie aanpakken. Latere critici oordelen positief over de maatregelen van het kabinet, maar op dat moment maakte het zich daarmee heel impopulair.  Het kabinet hield het uit tot 21 oktober 1933.
Op 12 maart 1934 pleegde Konstantin Päts onder druk van een rechtse buitenparlementaire beweging een staatsgreep. Het parlement werd hetzelfde jaar nog naar huis gestuurd, politieke partijen werden in 1935 verboden. Tõnisson werd de onofficiële leider van de democratische oppositie, al kreeg hij heel weinig mogelijkheden om zich als zodanig te uiten. Zijn krant Postimees werd onteigend en ging verder onder een hoofdredacteur die Päts gunstig gezind was. In november 1936 deed hij samen met drie andere vroegere regeringsleiders (Ants Piip, Juhan Kukk en Jaan Teemant) in de Finse krant Helsingin Sanomat een oproep aan Päts om de democratie te herstellen. In Estland mocht de oproep niet gepubliceerd worden.
In 1938 werden verkiezingen gehouden voor de Riigivolikogu, een parlement met beperkte bevoegdheden. Tõnisson werd op persoonlijke titel (partijen waren niet toegestaan) gekozen. In het parlement bleef hij pleiten voor herstel van de democratie in Estland. In 1939 probeerde hij achter de schermen Päts over te halen zich gewapenderhand te verzetten tegen een bezetting door de Sovjet-Unie, die hij, zoals zovele Esten, zag aankomen. Päts had echter al besloten zich daartegen niet te verzetten.

## Onder Sovjetbezetting
Toen Estland in juni 1940 inderdaad door de Sovjet-Unie was bezet, probeerde Tõnisson zo veel mogelijk anti-Sovjetkandidaten te ronselen voor de schijnverkiezingen op 14 en 15 juli 1940. Het was vergeefs. Niet-communisten die zich kandidaat stelden, werden door de Sovjetmachthebbers gedwongen zich terug te trekken, desnoods met geweld. Tõnisson zelf was als ‘vijand van de Sovjet-Unie’ ook uitgesloten.
De Sovjetautoriteiten arresteerden Tõnisson op 1 december 1940. Tijdens het proces tegen hem distantieerde hij zich geen moment van wat hij in zijn leven had gedaan en zorgde hij er zorgvuldig voor dat hij geen informatie verstrekte die tegen anderen kon worden gebruikt. Zijn lot daarna is onduidelijk. Vermoedelijk is hij begin juli 1941 in Tallinn geëxecuteerd.
In 1999 is in Tartu een standbeeld voor hem opgericht. Op 20 december 2013 gaf Estland een postzegel met zijn beeltenis uit. Het Jaan Tõnisson Instituut in Tallinn vraagt aandacht voor het belang van voorlichting over de grondbeginselen van de democratie in het onderwijsprogramma en stelt zich ten doel tolerantie, respect voor mensenrechten en solidariteit tussen de volken te bevorderen.